# Home, Home on the Road
| Recensione              | Giudizio |
| ----------------------- | -------- |
| AllMusic                | [ 4 ]    |
| Dizionario del Pop-Rock | [ 5 ]    |

Home, Home on the Road è il quinto album (e primo live) dei New Riders of the Purple Sage, pubblicato dalla Columbia Records nell'aprile del 1974.

## Tracce

### LP
Lato A
1. Hi, Hello, How Are You – 2:25 (John Dawson)
2. She's No Angel – 3:00 (J.W. Arnold, Wanda Ballman)
3. Groupie – 2:40 (Dave Torbert)
4. Sunday Susie – 2:43 (John Dawson)
5. Kick in the Head – 3:25 (Robert Hunter)
6. Truck Drivin' Man – 3:08 (Terry Fell)

Lato B
1. Hello Mary Lou – 3:00 (Cayet Mangiaracina, Gene Pitney)
2. Sutter's Mill – 2:32 (John Dawson)
3. Dead Flowers – 4:03 (Mick Jagger, Keith Richards)
4. Henry – 4:45 (John Dawson)
5. School Days – 2:50 (Chuck Berry)

## Formazione
- John Dawson - chitarra, voce
- David Nelson - chitarra, voce
- Buddy Cage - chitarra pedal steel
- David Torbert - basso, voce
- Spencer Dryden - batteria

Ospite
- Andy Stein - sassofono baritono (brano: School Days)[2]

Note aggiuntive
- Jerry Garcia - produttore
- Registrazioni effettuate dal vivo al The Academy of Music di New York il 23 e 24 novembre 1973
- Tom Flye - ingegnere delle registrazioni e del remixaggio
- Bob Edwards - secondo ingegnere delle registrazioni
- Tom Lubin - assistente ingegneri delle registrazioni
- Michael Zasuly e Bill Culhane - sound (Phoenix Audio)
- Frank Hubach, David Hewitt e John Venable - registrazioni dal vivo dal Record Plant East Truck
- Mixaggio effettuato al Record Plant di Sausalito, California
- Gary Harover, Robbie Cook, John P. Hagen e Dale Franklin - crew
- Chris Harms - cover art
- Jamie Eisman - fotografia copertina album originale
- Urve Kuusik - fotografie (performances)[8]

## Classifica
Album
| Anno | Classifica    | Posizione raggiunta |
| ---- | ------------- | ------------------- |
| 1974 | Billboard 200 | 68                  |